# 滇吾
滇吾（てんご、拼音：Diānwú、生没年不詳）は、中国後漢時代の羌族の首領のひとり。滇良の子。

## 生涯
滇良が亡くなると、子の滇吾が立って焼当羌の豪（ごう：首領）となった。
中元元年（56年）、武都郡の参狼羌が再び叛き、吏人を殺略した。隴西太守の劉盱は従事の辛都・監軍掾の李苞に5千人を率いさせて武都に赴かせた。辛都らは羌と戦ってその酋豪を斬り、千余人を斬首または捕虜とした。時に滇吾の附落は強盛で、諸羌の雄となっていた。滇吾は毎回侵辺を欲する者に方略を教えたため、その渠帥となる。
中元2年（57年）秋、滇吾は弟の滇岸と歩騎5千を率いて隴西塞を寇し、隴西太守の劉盱がこれを撃とうとしたが勝てなかった。劉盱はまた允街で戦うが羌に敗北し、500数人が殺された。ここにおいて守塞の諸羌はまた相率いて寇をなした。光武帝は謁者の張鴻を遣わし、諸郡の兵を領させてこれを撃ち、允吾・唐谷で戦うが、漢軍は敗れ、張鴻および隴西長史の田颯は皆戦死した。また天水兵は牢姐種に白石で敗北し、死者は千余人にのぼった。
時に焼何の豪には婦人の比銅鉗（ひどうけん）という者がおり、年は百余歳にして智算高く、種人に信向され、皆従って彼女の計策を取った。時に盧水胡に撃たれ、比銅鉗はその衆を率いて郡県に依る。種人には頗る法を犯す者がいて、臨羌の長は比銅鉗を捕縛し、その種人600～700人を誅殺した。明帝はこれを憐れんだ。
永平元年（58年）、明帝は中郎将の竇固・捕虜将軍の馬武らに西邯で滇吾を撃たせ、これを大破した。滇吾は遠くへ去り、その残党は散り散りに降った。後漢はそのうちの7千口を移して三輔に住まわした。明帝は謁者の竇林を護羌校尉とし、狄道に居させた。竇林は諸羌に信用されたため、滇吾の弟である滇岸が降ってきた。竇林は下吏に欺かれて滇岸を誤って大豪（部族長）と上奏してしまい、滇岸が帰義侯に封じられ、加えて漢大都尉となってしまう。明年（59年）、本当の豪である兄の滇吾が漢に降って来ると、竇林は再び上奏し、共に宮闕に詣でて帝に謁見した。明帝は一種（一部族）に2人の豪（部族長）がいることを怪しみ、竇林を詰問した。竇林はとっさに「滇岸は即ち滇吾です。隴西の言葉はあやふやなのです」と嘘をついた。明帝は徹底的にこれを調査し、嘘であることがわかったので、怒って竇林を罷免した。そこへ、たまたま涼州刺史が竇林の収賄の罪を上奏してきたため、2つの罪が重なった竇林は死罪となってしまう。竇林の後任として謁者の郭襄が護羌校尉となり、隴西に赴任したが、涼州羌が盛んであることを聞いたため、郭襄はすぐに帰って来てしまう。明帝は郭襄を処罰するとともに、護羌校尉の官を再び廃止した。
羌では滇吾の息子の東吾が立つ。

## 子
- 東吾
- 迷吾
- 号吾

## 参考資料
- 『後漢』西羌伝